# 大點歧鬚鮠
大點歧鬚鮠，為輻鰭魚綱鯰形目倒立鯰科的其中一種，為熱帶淡水魚，分布於非洲安哥拉Uamba河流域，體長可達22.9公分，棲息在底中層水域，生活習性不明。